# Danny Murphy
Pour les articles homonymes, voir Murphy.
Ne pas confondre avec l'acteur américain Danny Murphy.
Danny Murphy, né le 18 mars 1977 à Chester, est un footballeur international anglais qui évoluait au poste de milieu de terrain. Il s'est reconverti en consultant sportif pour la chaîne BBC.

## Biographie

### Début de carrière
Né à Chester, dans le comté de Cheshire, Murphy commence sa carrière à Crewe Alexandra. Il a toujours fait l'éloge de l’entraîneur du Crewe, Dario Gradi, qui l'a beaucoup influencé dans son éducation footballistique. Alors âgé de 16 ans, il entre en jeu contre Preston North End et marque le but de la victoire (4-3). Murphy joue derrière l'attaque, ce qui lui permet de marquer avec des frappes lointaines, puissantes et précises. Toujours en forme au Gresty Road, le stade de Crewe Alexandra, il forme un duo efficace avec l'attaquant Dele Adebola. 
Dès lors, beaucoup de grands clubs s'intéressent au jeune milieu de terrain. Il finira par rejoindre en 1997 le club de Liverpool. Avant son départ, il aide Crewe à atteindre le Championship, la deuxième division anglaise, pour la première fois depuis 1896, le club finissant troisième du championnat, avant que Crewe ne défasse Brentford à Wembley en finale des play-off 1997.

### L'heure de gloire à Liverpool (1997-2004)

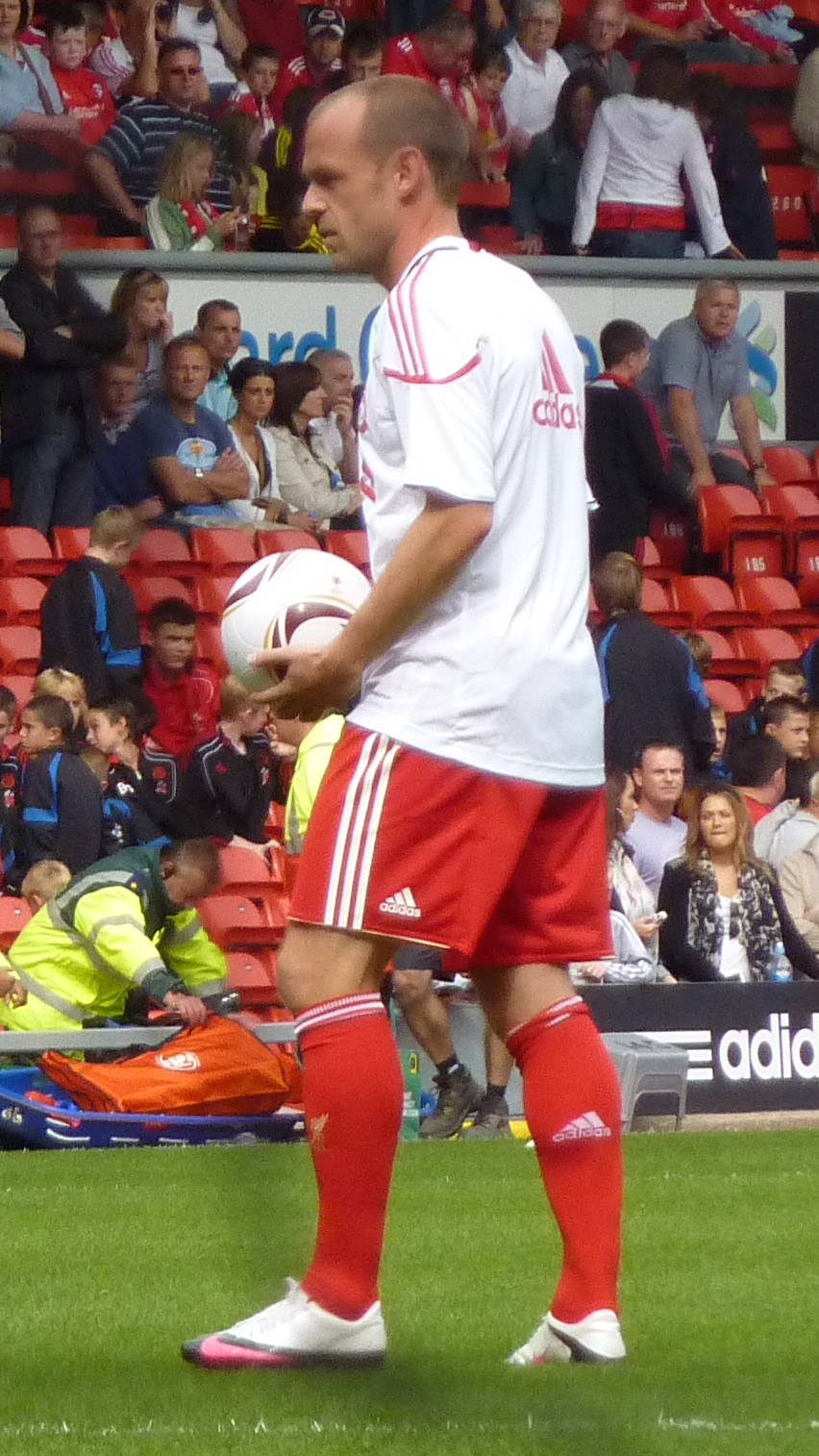
Murphy durant le dernier match de Jamie Carragher en 2010

Après avoir signé pour son club d'enfance Liverpool en 1997, pour un montant initial de 1,5 million de £, il fait ses débuts comme un remplaçant lors de la saison 1997-1998 durant le match d'ouverture face à Wimbledon. Cependant, il ne perce pas en équipe première et, après avoir fait une seule apparition en championnat au cours de la saison suivante, il retourne à Crewe pour une saison en prêt au cours de laquelle il contribue à sauver son ancien club de la relégation. La période de prêt terminée, il semble en passe d'être vendu, mais il confortera sa place dans l'équipe de Anfield.
Naturellement milieu de terrain central, Murphy joue souvent sur les côtés en raison de la concurrence féroce dans l'axe, notamment avec Steven Gerrard et Dietmar Hamann. Avec Liverpool, Murphy remporte la Coupe de l'UEFA en 2001, la FA Cup en 2001, la League Cup en 2001 et en 2003, ainsi qu'une seconde place en Premier League en 2002.
Au cours de la saison 2001-2002, il s'établit comme un joueur clé des Reds. Le directeur adjoint de Liverpool, Phil Thompson, fait l'éloge de la polyvalence de Murphy et le décrit comme « le joueur le plus tactique que nous avons ». Bien que la saison 2002-2003 soit globalement une déception pour Liverpool, le club terminant à la cinquième place du tableau après une longue série sans victoire à la mi-hiver, Murphy réalise une performance individuelle exceptionnelle, marquant 12 buts et étant élu joueur de la saison des supporters.

### Passages à Charlton et Tottenham (2004-2007)
Murphy signe pour Charlton Athletic pour 2,5 millions de £ pour un contrat de quatre ans en août 2004. Durant sa première saison à Charlton, Murphy doit lutter pour retrouver son niveau. Au cours des trois premiers mois de la saison 2005-2006, il démontre une nouvelle fois son talent en offrant huit passes décisives, remportant le trophée du joueur du mois de septembre.
Le 31 janvier 2006, Murphy est transféré à Tottenham Hotspur pour 2 millions de £. Il n'apparait que fugitivement durant sa première saison. Murphy inscrit son premier but lors de la défaite 2-1 à Portsmouth en octobre 2006, après seulement 39 secondes de jeu.
Alors que l'attaquant des Spurs Jermain Defoe s'est blessé lors de l'échauffement, l'entraîneur Martin Jol place Murphy dans une formation en 4-5-1 inédite. Il marque contre Newcastle United d'une reprise de ciseau remarquable. Après plusieurs mois, la FA décide de retirer le but de Murphy et de l'attribuer à Taylor. 
Murphy sera incapable de s'imposer comme un titulaire indiscutable à Tottenham, mais précisera plus tard que malgré ce que racontait les médias, il n'y avait pas de tensions entre Jol et lui.

### Joueur clé à Fulham (2007-2012)
En août 2007, Murphy s'engage en faveur de Fulham FC.
Murphy s'installe rapidement au sein du club, parvevant à garder sa place dans l'équipe tout au long de la saison et à marquer six buts en 43 matches. Son but, une magnifique tête marquée en mai 2008, donne à Fulham la victoire contre Portsmouth et assure la survie du club en Premier League aux dépens de Birmingham City et Reading. Après le match, Murphy souligne le « rôle clé » de Hodgson qui a permis d'éviter la relégation de l'équipe. Murphy signe un nouveau contrat d'un an, avec une option pour une année supplémentaire, à la fin de la saison, et se voit nommer capitaine du club pour la saison 2008-2009.

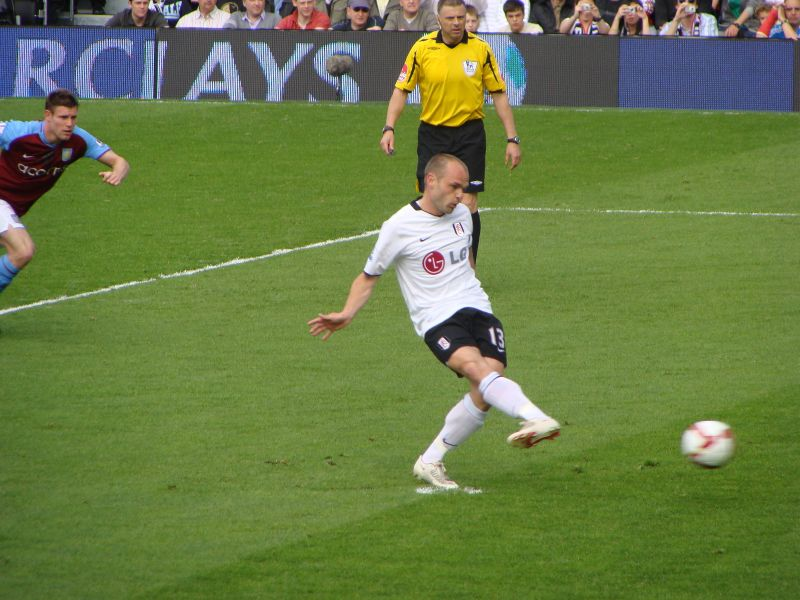
Murphy inscrit un penalty face à Aston Villa le 9 mai 2009.

En novembre 2008, Murphy marque son centième but en professionnel en tirant un penalty permettant à Fulham de s'imposer face à Newcastle United (2-1). L'option d'une année sur le contrat de Murphy se finit au cours de la saison 2008-2009, mais en août 2009, alors que plusieurs clubs comme Birmingham City et Stoke City déclarent leur intérêt pour le milieu de terrain, il signe un nouveau contrat allant jusqu'en juin 2011. Murphy manque deux mois de la première partie de saison a cause d'un problème aux ligaments du genou. Néanmoins, il devient le premier capitaine de Fulham à mener le club jusqu'à une finale européenne. Au cours d'un parcours de prestige où ils éliminent la Juventus, les champions en titre ukrainiens du Shakhtar Donetsk, les champions de Bundesliga Wolfsburg et Hambourg pour atteindre la finale de la Ligue Europa 2010, Fulham s'incline 2-1 face à l'Atlético Madrid pour un but marqué seulement quatre minutes avant la fin de la prolongation.
La saison 2010-2011 commence sans Hodgson, remplacé par Mark Hughes. En octobre, Murphy fait un commentaire controversé sur les entraîneurs responsables de tacles dangereux effectués par les joueurs. Son commentaire, soutenu par certains, a reçu de lourdes critiques provenant d'autres entraîneurs. En réponse à ces critiques, Murphy se défend de toute polémique. À la fin du mois de janvier 2011, il signe une autre prolongation de contrat qui s'étend jusqu'en 2012. Juste un jour après la signature du contrat, Murphy marque son premier but de la saison puis un autre, lors de la victoire de Fulham contre son ancien club Tottenham en FA Cup. 
Avant la saison 2011-2012, Murphy pense qu'il pourrait jouer un rôle majeur et déclare qu'il « se sent plus en forme que jamais ». Après avoir fait quarante-neuf matchs et inscrit sept buts toutes compétitions confondues, il est libéré par Fulham à la fin de la saison alors que lui et Martin Jol, son ancien entraîneur, qui avait remplacé Hughes, ne pouvait pas s'entendre sur une prolongation de contrat. Lors de sa dernière saison à Craven Cottage, Murphy se créa plus d'occasions de buts que tous les meilleurs joueurs du championnat.

### Fin de carrière à Blackburn (2012-2013)
Le 25 juin 2012, Blackburn Rovers confirme la signature de Murphy pour un contrat de deux ans. Il est présenté en juillet 2012, portant le même numéro 13 sur le maillot qu'il a porté tout au long de sa longue carrière. Murphy explique que son départ a Blackburn Rovers est motivé d'abord par le sport puis par le fait qu'il pensait que c’était le bon moment pour quitter Fulham où il trouvait qu'il y avait trop de changements.

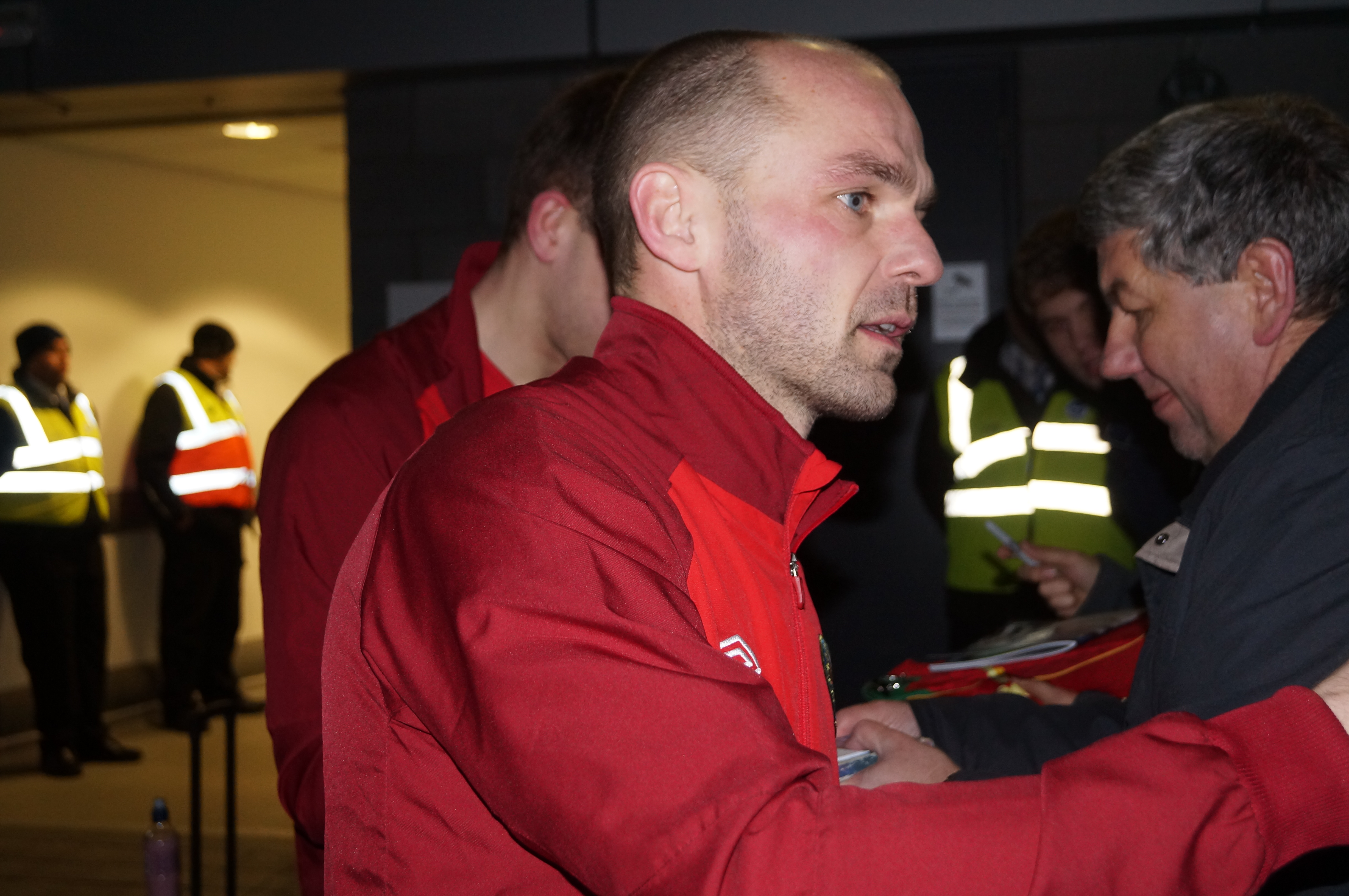
Murphy signant des autographes avec Blackburn Rovers en 2013.

Il marque son premier but pour Blackburn lors d'un match nul 2-2 face à Huddersfield Town en novembre 2012. Le 1er juillet 2013, le contrat de Murphy est résilié par consentement mutuel alors qu'il devait rester une saison de plus. Bien intégré au club, Murphy est remercié par le directeur Gary Bowyer pour son aide lors de la carrière d'entraîneur de Bowyer au Blackburn Rovers.

### En équipe nationale
Murphy joue à neuf reprises pour l'Angleterre et inscrit un but. Il fait ses débuts lors d'un match amical contre la Suède en novembre 2001 et marque son premier et unique but international lors d'une victoire 4-0 contre le Paraguay en avril 2002. Après avoir été appelé en tant que remplaçant après la blessure de son coéquipier en club Steven Gerrard, il commence la Coupe du monde 2002, mais a dû se retirer de l'équipe après avoir subi une blessure au métatarse, similaire à celle qui avait touché David Beckham et Gary Neville quelques mois avant le tournoi.

## Après carrière
Le 18 août 2013, Murphy devient consultant sportif pour l'émission Match of the Day de la BBC. Il a annoncé sa retraite en tant que joueur, le 10 octobre 2013, avec l'intention de poursuivre son travail avec les médias et en complétant ses diplômes d'entraîneur.

## Statistiques

### Statistiques détaillées
Ce tableau résume la carrière de Danny Murphy, :
| Saison                | Club                   | Championnat           | Championnat | Championnat | Championnat | Coupe nationale | Coupe nationale | Coupe nationale | Coupe de la Ligue | Coupe de la Ligue | Coupe de la Ligue | Supercoupe | Supercoupe | Supercoupe | Compétition(s) continentale(s) | Compétition(s) continentale(s) | Compétition(s) continentale(s) | Compétition(s) continentale(s) | Supercoupe UEFA | Supercoupe UEFA | Supercoupe UEFA | Angleterre | Angleterre | Angleterre | Total | Total | Total |
| Saison                | Club                   | Division              | M.          | B.          | P.d.        | M.              | B.              | P.d.            | M.                | B.                | P.d.              | M.         | B.         | P.d.       | Comp.                          | M.                             | B.                             | P.d.                           | M.              | B.              | P.d.            | M.         | B.         | P.d.       | M.    | B.    | P.d.  |
| 1993-1994             | Crewe Alexandra        | Second Division       | 12          | 2           | -           | -               | -               | -               | -                 | -                 | -                 | -          | -          | -          | -                              | -                              | -                              | -                              | -               | -               | -               | -          | -          | -          | 12    | 2     | 0     |
| 1994-1995             | Crewe Alexandra        | Second Division       | 35          | 5           | -           | -               | -               | -               | -                 | -                 | -                 | -          | -          | -          | -                              | -                              | -                              | -                              | -               | -               | -               | -          | -          | -          | 35    | 5     | 0     |
| 1995-1996             | Crewe Alexandra        | Second Division       | 42          | 10          | -           | -               | -               | -               | -                 | -                 | -                 | -          | -          | -          | -                              | -                              | -                              | -                              | -               | -               | -               | -          | -          | -          | 42    | 10    | 0     |
| 1996-1997             | Crewe Alexandra        | Second Division       | 47          | 10          | -           | 4               | 3               | -               | 2                 | 0                 | -                 | -          | -          | -          | -                              | -                              | -                              | -                              | -               | -               | -               | -          | -          | -          | 53    | 13    | 0     |
| 1998-1999             | Crewe Alexandra (prêt) | Second Division       | 16          | 1           | -           | -               | -               | -               | -                 | -                 | -                 | -          | -          | -          | -                              | -                              | -                              | -                              | -               | -               | -               | -          | -          | -          | 16    | 1     | 0     |
| Sous-total            | Sous-total             | Sous-total            | 152         | 28          | -           | 4               | 3               | -               | 2                 | 0                 | -                 | -          | -          | -          | -                              | -                              | -                              | -                              | -               | -               | -               | -          | -          | -          | 158   | 31    | 0     |
| 1997-1998             | Liverpool FC           | Premier League        | 16          | 0           | 1           | 1               | 0               | -               | -                 | -                 | -                 | -          | -          | -          | -                              | -                              | -                              | -                              | -               | -               | -               | -          | -          | -          | 17    | 0     | 1     |
| 1998-1999             | Liverpool FC           | Premier League        | 1           | 0           | 0           | -               | -               | -               | 2                 | 0                 | -                 | -          | -          | -          | C3                             | 1                              | 0                              | 0                              | -               | -               | -               | -          | -          | -          | 4     | 0     | 0     |
| 1999-2000             | Liverpool FC           | Premier League        | 23          | 3           | 1           | 2               | 0               | -               | 2                 | 3                 | -                 | -          | -          | -          | -                              | -                              | -                              | -                              | -               | -               | -               | -          | -          | -          | 27    | 6     | 1     |
| 2000-2001             | Liverpool FC           | Premier League        | 27          | 4           | 3           | 5               | 1               | -               | 5                 | 4                 | -                 | -          | -          | -          | C3                             | 10                             | 1                              | 1                              | -               | -               | -               | 4          | 1          | 0          | 51    | 11    | 4     |
| 2001-2002             | Liverpool FC           | Premier League        | 36          | 6           | 7           | 2               | 0               | -               | 1                 | 0                 | -                 | 1          | 0          | 1          | C1                             | 15                             | 2                              | 4                              | 1               | 0               | 0               | 3          | 0          | 0          | 59    | 8     | 12    |
| 2002-2003             | Liverpool FC           | Premier League        | 36          | 7           | 5           | 3               | 1               | -               | 4                 | 2                 | -                 | 1          | 0          | 0          | C1+C3                          | 12                             | 2                              | 5                              | -               | -               | -               | 2          | 0          | 0          | 58    | 12    | 10    |
| 2003-2004             | Liverpool FC           | Premier League        | 31          | 5           | 4           | 2               | 1               | -               | 2                 | 2                 | -                 | -          | -          | -          | C3                             | 7                              | 0                              | 0                              | -               | -               | -               | -          | -          | -          | 42    | 8     | 4     |
| Sous-total            | Sous-total             | Sous-total            | 170         | 25          | 21          | 15              | 3               | -               | 16                | 11                | -                 | 2          | 0          | 1          | -                              | 45                             | 5                              | 10                             | 1               | 0               | 0               | 9          | 1          | 0          | 258   | 45    | 32    |
| 2004-2005             | Charlton Athletic      | Premier League        | 38          | 3           | 7           | 3               | 1               | -               | 2                 | 1                 | -                 | -          | -          | -          | -                              | -                              | -                              | -                              | -               | -               | -               | -          | -          | -          | 43    | 5     | 7     |
| 2005-2006             | Charlton Athletic      | Premier League        | 18          | 4           | 8           | -               | -               | -               | 3                 | 1                 | -                 | -          | -          | -          | -                              | -                              | -                              | -                              | -               | -               | -               | -          | -          | -          | 21    | 5     | 8     |
| Sous-total            | Sous-total             | Sous-total            | 56          | 7           | 15          | 3               | 1               | -               | 5                 | 2                 | -                 | -          | -          | -          | -                              | -                              | -                              | -                              | -               | -               | -               | -          | -          | -          | 64    | 10    | 15    |
| 2005-2006             | Tottenham Hotspur      | Premier League        | 10          | 0           | 0           | -               | -               | -               | -                 | -                 | -                 | -          | -          | -          | -                              | -                              | -                              | -                              | -               | -               | -               | -          | -          | -          | 10    | 0     | 0     |
| 2006-2007             | Tottenham Hotspur      | Premier League        | 12          | 2           | 1           | 1               | 0               | -               | 3                 | 0                 | -                 | -          | -          | -          | C3                             | 3                              | 0                              | 0                              | -               | -               | -               | -          | -          | -          | 19    | 2     | 1     |
| Sous-total            | Sous-total             | Sous-total            | 22          | 2           | 1           | 1               | 0               | -               | 3                 | 0                 | -                 | -          | -          | -          | -                              | 3                              | 0                              | 0                              | -               | -               | -               | -          | -          | -          | 29    | 2     | 1     |
| 2007-2008             | Fulham FC              | Premier League        | 33          | 5           | 1           | 1               | 1               | 0               | 1                 | 0                 | 0                 | -          | -          | -          | -                              | -                              | -                              | -                              | -               | -               | -               | -          | -          | -          | 35    | 6     | 1     |
| 2008-2009             | Fulham FC              | Premier League        | 38          | 5           | 4           | 5               | 1               | 1               | 1                 | 1                 | 0                 | -          | -          | -          | -                              | -                              | -                              | -                              | -               | -               | -               | -          | -          | -          | 44    | 7     | 5     |
| 2009-2010             | Fulham FC              | Premier League        | 25          | 5           | 0           | 3               | 0               | 1               | -                 | -                 | -                 | -          | -          | -          | C3                             | 11                             | 2                              | 1                              | -               | -               | -               | -          | -          | -          | 39    | 7     | 2     |
| 2010-2011             | Fulham FC              | Premier League        | 37          | 0           | 4           | 3               | 2               | 1               | 2                 | 0                 | 0                 | -          | -          | -          | -                              | -                              | -                              | -                              | -               | -               | -               | -          | -          | -          | 42    | 2     | 5     |
| 2011-2012             | Fulham FC              | Premier League        | 30          | 2           | 5           | 2               | 1               | 1               | -                 | -                 | -                 | -          | -          | -          | C3                             | 11                             | 3                              | 2                              | -               | -               | -               | -          | -          | -          | 43    | 6     | 8     |
| Sous-total            | Sous-total             | Sous-total            | 163         | 17          | 14          | 14              | 5               | 4               | 4                 | 1                 | 0                 | -          | -          | -          | -                              | 22                             | 5                              | 3                              | -               | -               | -               | -          | -          | -          | 203   | 28    | 21    |
| 2012-2013             | Blackburn Rovers       | Championship          | 33          | 1           | 2           | 2               | 1               | 1               | -                 | -                 | -                 | -          | -          | -          | -                              | -                              | -                              | -                              | -               | -               | -               | -          | -          | -          | 35    | 2     | 3     |
| Sous-total            | Sous-total             | Sous-total            | 33          | 1           | 2           | 2               | 1               | 1               | -                 | -                 | -                 | -          | -          | -          | -                              | -                              | -                              | -                              | -               | -               | -               | -          | -          | -          | 35    | 2     | 3     |
| Total sur la carrière | Total sur la carrière  | Total sur la carrière | 596         | 80          | 53          | 40              | 13              | 5               | 30                | 16                | -                 | 2          | 0          | 1          | -                              | 70                             | 10                             | 13                             | 1               | 0               | 0               | 9          | 1          | 0          | 748   | 120   | 72    |

### But international
| 0 | Date          | Lieu                           | Adversaire | Score | Résultats | Compétitions |
| - | ------------- | ------------------------------ | ---------- | ----- | --------- | ------------ |
| 1 | 17 avril 2002 | Anfield, Liverpool, Angleterre | Paraguay   | 2-0   | 4-0       | Match amical |

## Palmarès

### Avec Liverpool
- Vainqueur de la Coupe de l'UEFA en 2001
- Vainqueur de la Supercoupe de l'UEFA en 2001
- Vainqueur de la Coupe d'Angleterre (FA Cup) en 2001
- Vainqueur de la League Cup en 2001 et 2003
- Vainqueur du Community Shield en 2001

### Avec Fulham
- Finaliste de la Ligue Europa en 2010

## Distinctions personnelles
- Joueur du mois du championnat d'Angleterre en novembre 2001 et septembre 2005